# Pierino Baffi
Pierino Baffi (Vailate, 15 september 1930 - Bergamo, 27 maart 1985) was een Italiaans wielrenner. Hij is de vader van gewezen baanwielrenner en sprinter Adriano Baffi. 

## Belangrijkste overwinningen
1955
- 6e etappe Ronde van Spanje
- 9e etappe Ronde van Spanje

1956
- 1e etappe Ronde van Italië
- Ronde van Romagna
- Milaan-Vignola

1957
- 8e etappe Ronde van Frankrijk
- 19e etappe Ronde van Frankrijk

1958
- 12e etappe Ronde van Italië
- 10e etappe Ronde van Frankrijk
- 16e etappe Ronde van Frankrijk
- 24e etappe Ronde van Frankrijk
- 3e etappe Ronde van Spanje
- 14e etappe Ronde van Spanje

1959
- Milaan-Mantua
- 7e etappe deel B Rome-Napels-Rome
- 9e etappe Parijs-Nice

1960
- 6e etappe Ronde van Italië
- 4e etappe deel A Rome-Napels-Rome
- Trofeo Fenaroli
- Ronde van Emilië

1961
- GP Faema

1962
- Coppa Bernocchi
- Milaan-Mantua
- Trofeo Matteotti

1963
- 2e etappe Ronde van Italië
- Trofeo Matteotti
- 1e etappe Ronde van Luxemburg
- 4e etappe Ronde van Luxemburg

## Resultaten in voornaamste wedstrijden
| Jaar | Ronde van Italië | Ronde van Frankrijk | Ronde van Spanje |
| ---- | ---------------- | ------------------- | ---------------- |
| 1954 | opgave           |                     |                  |
| 1955 | 22e              |                     | 27e (2)          |
| 1956 | 16e (1)          | 55e                 |                  |
| 1957 | 29e              | 23e (2)             |                  |
| 1958 | 23e (1)          | 63e (3)             | 37e (2)          |
| 1959 | 53e              | 60e                 |                  |
| 1960 | 37e (1)          | 68e                 |                  |
| 1961 | 67e              |                     |                  |
| 1962 | 46e              | 61e                 |                  |
| 1963 | 77e (1)          |                     |                  |
| 1964 | 91e              |                     |                  |
| 1965 | 72e              |                     |                  |

| Jaar | Milaan-San Remo | Parijs-Roubaix | Ronde van Lombardije | Waalse Pijl | Gent-Wevelgem |  | WK op de weg |
| ---- | --------------- | -------------- | -------------------- | ----------- | ------------- |  | ------------ |
| 1954 | 86e             |                |                      |             |               |  |              |
| 1955 | 82e             |                | 11e                  |             |               |  |              |
| 1956 | 24e             |                |                      |             |               |  | 17e          |
| 1957 | 17e             |                |                      |             |               |  | 30e          |
| 1958 | 8e              |                | 27e                  | 35e         |               |  |              |
| 1959 | 35e             | 20e            | 21e                  | 39e         |               |  |              |
| 1960 | 84e             | 34e            | 41e                  |             |               |  |              |
| 1961 | 81e             |                |                      |             |               |  |              |
| 1962 | 74e             |                |                      |             |               |  |              |
| 1963 | 32e             |                |                      |             |               |  |              |
| 1964 | 55e             | 63e            |                      | 69e         | 49e           |  |              |
| 1965 | 89e             |                |                      |             | 69e           |  |              |